# Andrův stadion
L'Andrův stadion (letteralmente Stadio Ander) è il maggiore stadio di calcio della città di Olomouc. Ospita le partite casalinghe del Sigma Olomouc, il principale club professionistico cittadino.

## Storia
L'impianto venne fondato nel 1940. Originariamente prese il nome del suo fondatore Josef Ander, poi, nel 1950, per ragioni politiche, venne rinominato "Stadio della Pace".
Nel 1993 in onore dei fondatori prese l'attuale denominazione.